# Echiurus echiurus
Echiurus echiurus är en djurart som tillhör fylumet skedmaskar, och som först beskrevs av Peter Simon Pallas 1767.  Echiurus echiurus ingår i släktet Echiurus och familjen Echiuridae. Arten är reproducerande i Sverige. Inga underarter finns listade i Catalogue of Life.